# Eliezer Ben-Jehuda
Eliezer Ben-Jehuda (IPA: /ɛli'ɛzeʁ bɛn jɛ'huda/, hebreiska: אֱלִיעֶזֶר בֶּן־יְהוּדָה), ursprungligen Eliezer Jitzchak Perlman, född den 7 januari 1858 i Luzjki, guvernementet Vilna, Tsarryssland, nuvarande Belarus, död den 16 december 1922 i Jerusalem, Brittiska Palestinamandatet, var en belarusisk-israelisk journalist och författare av den första ordboken i modern hebreiska. Han anses vara en av de viktigaste krafterna i arbetet med att färdigställa och sprida den moderna hebreiskan, främst som ett talat språk. Därmed återupplivade han hebreiska som modersmål, som sedan omkring år 200 endast använts som ett religiöst språk i Torahstudier.

## Biografi

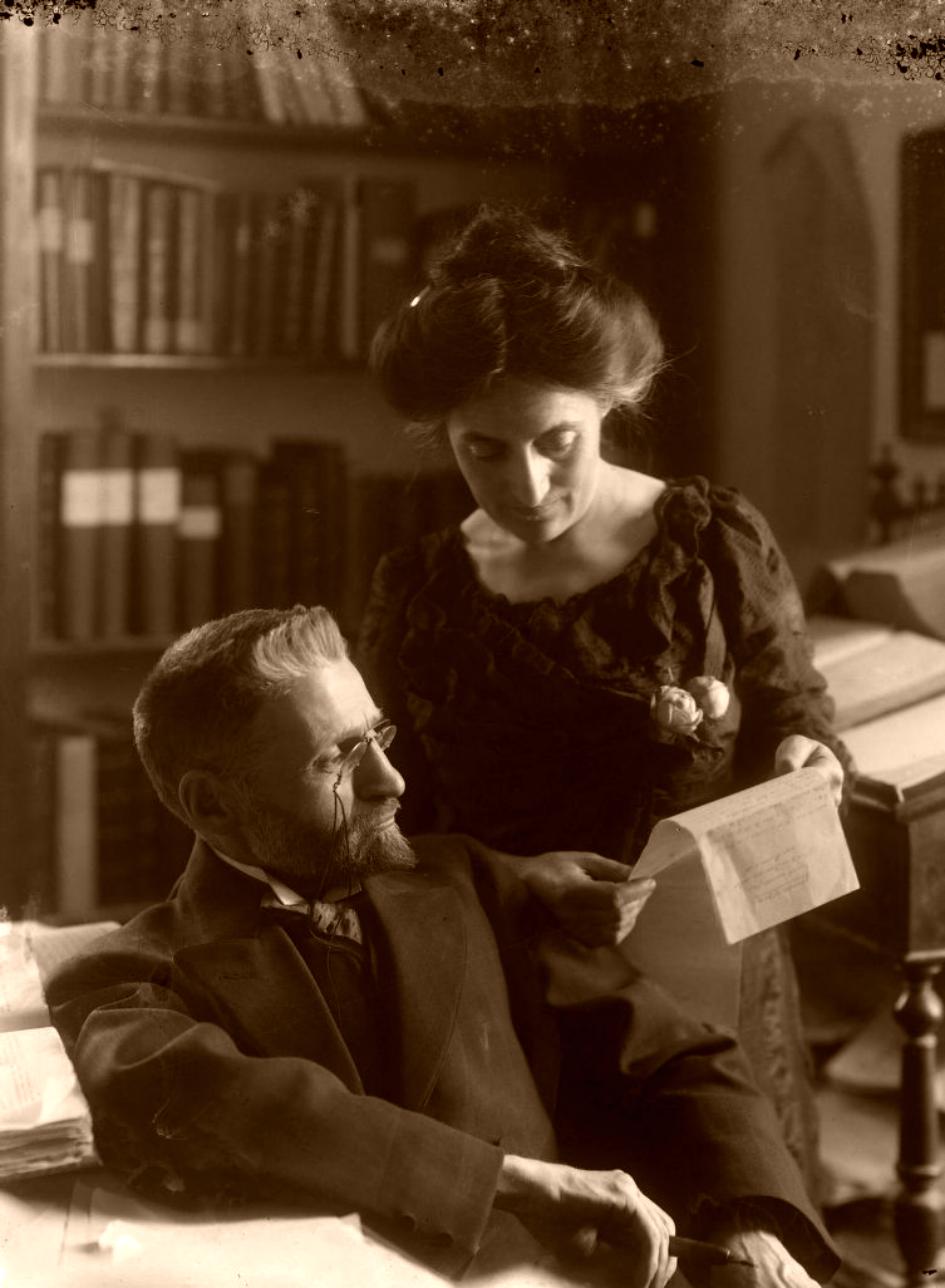
Ben-Yehuda med hustrun Hemda.

Eliezer Ben-Yehuda) föddes i Luzhki (belarusiska : Лужкі (Lužki), länet Vilna i Ryska imperiet (nu Vitsebsks voblast, Belarus). Han gick i en judisk grundskola (en "cheder") där han studerade hebreiska och Bibeln från tre års ålder, vilket var vanligt bland judarna i Östeuropa. Vid tolv års ålder hade han läst stora delar av Torah, Mishna och Talmud. Hans mor och farbror hoppades att han skulle bli rabbin och skickade honom till en yeshiva. Där exponerades han för upplysningens hebreiska som innehöll några sekulära skrifter. Senare lärde han sig franska, tyska och ryska och fick åka till Dünaburg för vidare utbildning. Genom att läsa den hebreiskspråkiga tidningen HaShahar blev han bekant med sionismens tidiga rörelse och drog slutsatsen att ett återupplivande av det hebreiska språket i Israels land kunde förena alla judar världen över.
Efter examen 1877 åkte Ben-Yehuda till Paris i fyra år. Där studerade han olika ämnen vid universitetet Sorbonne --såsom historia och Mellanösternpolitik. Det var i Paris han träffade en jude från Jerusalem som talade hebreiska med honom. Det var denna konversation som övertygade honom om att återupplivandet av hebreiska som nationens språk skulle vara möjligt.
År 1881 immigrerade Ben-Yehuda till Palestina, då underordnat det Osmanska riket, och bosatte sig i Jerusalem där han hittade ett arbete som lärare vid Alliance Israelite Universelle-skolan. Motiverad av de omgivande idealen om förnyelse och förkastande av diasporalivsstilen, satte han sig för att utveckla ett nytt språk som skulle kunna ersätta jiddisch och andra regionala dialekter som ett medel för daglig kommunikation mellan judar som flyttade till Israel från olika delar av världen. Han betraktade hebreiska och sionismen som symbiotiska: "Det hebreiska språket kan bara leva om vi återupplivar nationen och återlämnar det till faderlandet", skrev han.
Ben-Yehudas första hustru, Devora (född Jonas), dog 1891 av tuberkulos och lämnade honom med fem små barn. Hennes sista önskan var att Eliezer skulle gifta sig med hennes yngre syster, Paula Beila. Strax efter Devoras död dog tre av hans barn av difteri inom en period av tio dagar. Sex månader senare gifte han sig med Paula, som tog det hebreiska namnet "Hemda". Hemda Ben-Yehuda blev en framgångsrik journalist och författare och säkerställde att den hebreiska ordboken färdigställdes under decennierna efter Eliezers död.
I december 1922 dog Ben-Yehuda, 64, av tuberkulos, som han lidit av större delen av sitt liv. Han begravdes på Oljeberget i Jerusalem. Hans begravning deltog av 30 000 personer.
Ben-Yehuda byggde ett hus för sin familj i stadsdelen Talpiot i Jerusalem, men dog tre månader innan det stod klart. Hans hustru Hemda bodde där i nästan trettio år. Tio år efter hennes död överförde hennes son Ehud huset till Jerusalems kommun i syfte att skapa ett museum och studiecenter. Så småningom hyrdes det ut till en kyrklig grupp från Tyskland som inrättade ett centrum där för unga tyska volontärer. Huset är nu ett konferenscenter och pensionat som drivs av den tyska organisationen Action Reconciliation Service for Peace (ARSP), som organiserar workshops, seminarier och hebraniska ulpanprogram.

## Journalistkarriär

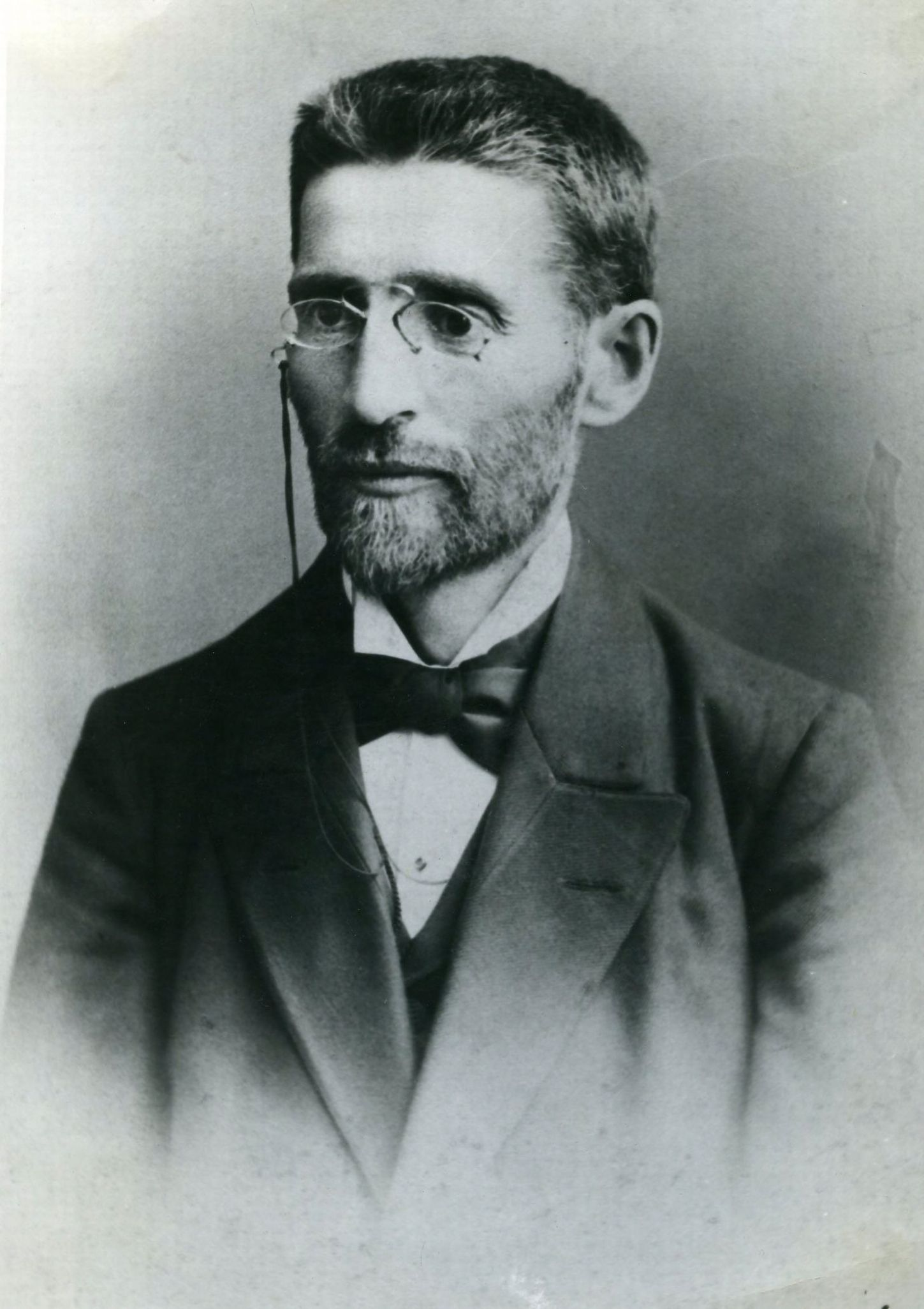
Eliezer Ben-Yehuda, 1905.

Ben-Yehuda var redaktör för flera hebreiskspråkiga tidningar: HaZvi, Hashkafa och HaOr. HaZvi stängdes i ett år genom påverkan av motstånd från Jerusalems ultraortodoxa samhälle, som kraftigt motsatte sig användningen för vardagliga samtal av hebreiska, deras heliga tungomål.

## Lexikografi
Ben-Yehuda var en viktig part i inrättandet av kommittén för hebreiska språket (Va'ad HaLashon), senare Academy of the Hebrew Language, en organisation som finns än idag.(2020) Han var författare till den första moderna hebreiska ordboken och blev känd som "återupplivaren" (המחיה) av det hebreiska språket, trots motstånd mot några av de ord han myntade.  Många av dessa ord har blivit en del av språket men andra fångade aldrig.
Forntida språk och modernt standardarabiska var viktiga källor för Ben-Yehuda och kommittén. Enligt Joshua Blau, som citerar de kriterier som Ben-Yehuda insisterade på: "För att komplettera bristerna i det hebreiska språket myntar kommittén ord enligt reglerna för grammatik och språklig analogi från semitiska rötter: arameiska, kanaaneiska, egyptiska och särskilt från arabiska rötter." När det gäller arabiska hävdade Ben-Yehuda, felaktigt enligt Blau, att arabiska rötter är "våra": "arabiska rötter var en gång en del av det hebreiska språket ... förlorade, och nu har vi hittat dem igen!"